# Deutsche Leichtathletik-Meisterschaften 1992/Resultate
Der Hauptteil der Wettbewerbe bei den 92. Deutschen Leichtathletik-Meisterschaften wurde vom 19. bis zum 21. Juni 1992 im Münchener Olympiastadion ausgetragen.
In der hier vorliegenden Auflistung werden die in den verschiedenen Wettbewerben jeweils ersten acht platzierten Leichtathleten aufgeführt. Eine Übersicht mit den Medaillengewinnern und einigen Anmerkungen zu den Meisterschaften findet sich unter dem Link Deutsche Leichtathletik-Meisterschaften 1992.
Wie immer gab es zahlreiche Disziplinen, die zu anderen Terminen an anderen Orten stattfanden – in den folgenden Übersichten jeweils konkret benannt.

## Meisterschaftsresultate Männer

### 100 m
| Platz | Athlet, Verein                       | Zeit (s) |
| ----- | ------------------------------------ | -------- |
| 1     | Steffen Bringmann (MTG Mannheim)     | 10,58    |
| 2     | Michael Huke (TV Wattenscheid 01)    | 10,63    |
| 3     | Wolfgang Haupt (LG Bayer Leverkusen) | 10,72    |
| 4     | Stephan Schütz (LG Sieg)             | 10,72    |
| 5     | Alexander Lack (SC Neubrandenburg)   | 10,73    |
| 6     | Matthias Schlicht (OSC Berlin)       | 10,74    |
| 7     | Dietmar Schulte (TV Wattenscheid 01) | 10,77    |
| DNS   | Steffen Görmer (SV Halle)            |          |

Datum: 20. Juni
Wind: −1,7 m/s

### 200 m
| Platz | Athlet, Verein                       | Zeit (s) |
| ----- | ------------------------------------ | -------- |
| 1     | Robert Kurnicki (TV Wattenscheid 01) | 20,68    |
| 2     | Alexander Lack (SC Neubrandenburg)   | 20,72    |
| 3     | Jan Lillie (SV Union Groß-Ilsede)    | 20,82    |
| 4     | Stephan Schütz (LG Sieg)             | 20,97    |
| 5     | Christian Konieczny (FC Schalke 04)  | 20,99    |
| 6     | Michael Kock (LAV Solingen)          | 21,11    |
| 7     | Michael Schwab (VfL Sindelfingen)    | 21,14    |
| 8     | Björn Sinnhuber (MTG Mannheim)       | 22,23    |

Datum: 21. Juni
Wind: +1,1 m/s

### 400 m
| Platz | Athlet, Verein                            | Zeit (s) |
| ----- | ----------------------------------------- | -------- |
| 1     | Thomas Schönlebe (LG Chemnitz)            | 45,20    |
| 2     | Ralph Pfersich (LG VfB/Kickers Stuttgart) | 46,13    |
| 3     | Jens Carlowitz (LG Chemnitz)              | 46,36    |
| 4     | Rico Lieder (LG Chemnitz)                 | 46,45    |
| 5     | Jörg Vaihinger (VfL Sindelfingen)         | 46,53    |
| 6     | Karsten Just (Berliner TSC)               | 46,58    |
| 7     | Kai Karsten (LG Braunschweig)             | 47,02    |
| 8     | Sascha von Weschpfennig (LG Sieg)         | 48,12    |

Datum: 20. Juni

### 800 m
| Platz | Athlet, Verein                       | Zeit (min) |
| ----- | ------------------------------------ | ---------- |
| 1     | Jörg Haas (LG Offenburg)             | 1:48,04    |
| 2     | Peter Braun (MTV Ingolstadt)         | 1:48,28    |
| 3     | Mark Eplinius (SCC Berlin)           | 1:48,72    |
| 4     | John-Henry May (SCC Berlin)          | 1:49,11    |
| 5     | Stephan Plätzer (TV Wattenscheid 01) | 1:49,27    |
| 6     | Mike Kemsies (SCC Berlin)            | 1:49,79    |
| 7     | Helge-Eric Loska (LG Nord Berlin)    | 1:50,34    |
| 8     | Eckhardt Rüter (VfL Wolfsburg)       | 1:50,69    |

Datum: 21. Juni

### 1500 m
| Platz | Athlet, Verein                       | Zeit (min) |
| ----- | ------------------------------------ | ---------- |
| 1     | Jens-Peter Herold (SCC Berlin)       | 3:41,68    |
| 2     | Hauke Fuhlbrügge (TSV Erfurt)        | 3:42,03    |
| 3     | Rüdiger Stenzel (TV Wattenscheid 01) | 3:42,40    |
| 4     | Michael Busch (PSV Grün-Weiß Kassel) | 3:42,59    |
| 5     | Christoph Meyer (Hamburger SV)       | 3:43,33    |
| 6     | Andreas Rettig (LC Rehlingen)        | 3:43,33    |
| 7     | Lothar Breitkopf (LG Wipperfürth)    | 3:44,78    |
| 8     | Rainer Sudau (SCC Berlin)            | 3:45,05    |

Datum: 20. Juni

### 5000 m
| Platz | Athlet, Verein                               | Zeit (min) |
| ----- | -------------------------------------------- | ---------- |
| 1     | Dieter Baumann (LG Bayer Leverkusen)         | 13:35,76   |
| 2     | Stéphane Franke (SV Salamander Kornwestheim) | 13:48,12   |
| 3     | Carsten Eich (Motor Gohlis-Nord Leipzig)     | 13:50,05   |
| 4     | Werner Schildhauer (USV Halle)               | 13:54,45   |
| 5     | Michael Fietz (TV Wattenscheid 01)           | 13:58,25   |
| 6     | Markus Pingpank (LG Braunschweig)            | 14:04,82   |
| 7     | Rainer Wachenbrunner (Berliner SC)           | 14:04,88   |
| 8     | Robert Langfeld (LG Wipperfürth)             | 14:06,52   |

Datum: 21. Juni

### 10.000 m
| Platz | Athlet, Verein                               | Zeit (min) |
| ----- | -------------------------------------------- | ---------- |
| 1     | Carsten Eich (Motor Gohlis-Nord Leipzig)     | 28:00,55   |
| 2     | Stéphane Franke (SV Salamander Kornwestheim) | 28:11,99   |
| 3     | Martin Bremer (LG Bayer Leverkusen)          | 28:18,21   |
| 4     | Rainer Wachenbrunner (Berliner SC)           | 28:23,49   |
| 5     | Werner Schildhauer (USV Halle)               | 28:23,85   |
| 6     | Stephan Freigang (SC Cottbus)                | 28:33,45   |
| 7     | Axel Krippschock (LG Staufen)                | 29:09,23   |
| 8     | Markus Pingpank (LG Braunschweig)            | 29:10,65   |

Datum: 28. Mai
fand in Jena statt

### 25-km-Straßenlauf
| Platz | Athlet, Verein                        | Zeit (h) |
| ----- | ------------------------------------- | -------- |
| 1     | Kurt Stenzel (ASC Darmstadt)          | 1:17:07  |
| 2     | Konrad Dobler (SVO Germaringen)       | 1:17:25  |
| 3     | Eike Loch (LAC Quelle Fürth/München)  | 1:18:44  |
| 4     | Uwe Honsdorf (Rot-Weiß Koblenz)       | 1:18:56  |
| 5     | Thomas Ertl (TSV Burghaslach)         | 1:19:20  |
| 6     | Edmund Kaul (LG Rhein-Wied Andernach) | 1:19:57  |
| 7     | Reiner Müller (SG Ludwigsburg)        | 1:20:18  |
| 8     | Josef Oefele (LAC München)            | 1:20:32  |

Datum: 25. April
fand in Koblenz statt

### 25-km-Straßenlauf, Mannschaftswertung
| Platz | Verein, Besetzung                                                       | Zeit (h) |
| ----- | ----------------------------------------------------------------------- | -------- |
| 1     | LG Rhein-Wied Andernach (Edmund Kaul, Gerhard Jäger, Erik Simonis)      | 4:03:34  |
| 2     | LG Wipperfürth (Klaus-Peter Nabein, Robert Langfeld, Bernd Feldhoff)    | 4:05:43  |
| 3     | TSV Burghaslach (Thomas Ertl, Jörg Teiche, Rainer Mühlberg)             | 4:06:58  |
| 4     | LAC Quelle Fürth/München (Eike Loch, Jochen Laub, Gunnar Rethfeldt)     | 4:09:53  |
| 5     | SVO Germaringen (Konrad Dobler, Xaver Stückl, Reinhold Mayer)           | 4:10:22  |
| 6     | LG Seesen (Mario Burger, Thomas Bartholome, Peters)                     | 4:10:58  |
| 7     | SV Saar 05 Saarbrücken (Alfred Knickenberg, Markus Riefer, Markus Hilt) | 4:11:01  |
| 8     | LTF Marpingen (Rainer Müller, Dieter Burkhardt, Fischer)                | 4:11:59  |

Datum: 25. April
fand in Koblenz statt

### Marathon
| Platz | Athlet, Verein                           | Zeit (h) |
| ----- | ---------------------------------------- | -------- |
| 1     | Thomas Ertl (TSV Burghaslach)            | 2:21:26  |
| 2     | Eike Loch (LAC Quelle Fürth/München)     | 2:22:08  |
| 3     | Jürgen Herzog (SG Walldorf Astoria 1902) | 2:22:28  |
| 4     | Rainer Müller (LTF Marpingen)            | 2:24:27  |
| 5     | Udo Reeh (LAC Quelle Fürth/München)      | 2:25:41  |
| 6     | Alexander Schwarz (SC Roth)              | 2:26:12  |
| 7     | Wolfgang Koch (LTF Marpingen)            | 2:29:07  |
| 8     | Karl Henninger (LG Geroldseck Lahr)      | 2:30:05  |

Datum: 19. September
fand in Herxheim statt

### Marathon, Mannschaftswertung
| Platz | Verein, Besetzung                                                          | Zeit (h) |
| ----- | -------------------------------------------------------------------------- | -------- |
| 1     | LAC Quelle Fürth/München (Eike Loch, Udo Reeh, Pedro Sachssendahl)         | 7:21:15  |
| 2     | LTF Marpingen (Dieter Burkhardt, Rainer Müller, Wolfgang Koch)             | 7:32:13  |
| 3     | TF Feuerbach (Michael Most, Harry Klingel, Markus Kreimer)                 | 8:06:18  |
| 4     | LT Furtwangen (Roland Fischer, Roland Thurner, Hans-Gerd Feist)            | 8:09:15  |
| 5     | LG Geroldseck Lahr (Karl-Heinz Henninger, Horst Wohlschlegel, Rainer Lutz) | 8:09:20  |
| 6     | LG Sieg (Franz-Josef Schmidt, Klaus Orthen, Dietmar Vogel)                 | 8:10:50  |
| 7     | LG Ried (Steffen Fröhlich, Karl-Josef Junglas, Jürgen Klaus)               | 8:13:40  |
| 8     | LG Saar/Mosel (Alwin Nolles, Bastian Endrulat, Johannes Heckel)            | 8:14:35  |

Datum: 19. September
fand in Herxheim statt

### 100-km-Straßenlauf
| Platz | Athlet, Verein                          | Zeit (h) |
| ----- | --------------------------------------- | -------- |
| 1     | Burkhard Lennartz (ASV Sankt Augustin)  | 6:38:04  |
| 2     | Volker Krajenski (LG Braunschweig)      | 6:45:12  |
| 3     | Lutz Aderhold (Spiridon Frankfurt)      | 6:46:08  |
| 4     | Volker Becker-Wirbel (LTF Marpingen)    | 6:48:25  |
| 5     | Josef Schneider (LG Chiemgau Süd)       | 6:49:24  |
| 6     | Herbert Cuntz (TV Offenbach/Queich)     | 6:59:51  |
| 7     | Wolfgang Thamm (SuS Schalke 96)         | 7:03:45  |
| 8     | Karl Engeländer (TuS Solbad Ravensburg) | 7:10:34  |

Datum: 5. September
fand in Rheine statt

### 100-km-Straßenlauf, Mannschaftswertung
| Platz | Verein, Besetzung                                                           | Zeit (h) |
| ----- | --------------------------------------------------------------------------- | -------- |
| 1     | LG Braunschweig (Volker Krajenski, Helmut Dreyer, Jens Mankopf)             | 21:09:33 |
| 2     | LTF Marpingen (Volker Becker-Wirbel, Robert Feller, Franz Feller)           | 21:56:49 |
| 3     | Triathlon Hub/Nürnberg (Hartmut Häber, Karl-Heinz Neudeck, Achim Heukemes)  | 22:58:31 |
| 4     | SSC Hanau-Rodenbach (Stefan Hinze, Peter Mann, Harry A. Arndt)              | 23:21:17 |
| 5     | DJK Frankenberg Aachen (Hans Waack, Diethard Gansow, Burkhard Ernst Weber)  | 22:23:03 |
| 6     | LC Olympia Wiesbaden (Heinz-Werner Janicke, Rudolf Raab, Michael Menz)      | 23:26:02 |
| 7     | LG Nürnberg (Hans Reich, Peter Wimmer, Wolfgang Rhode)                      | 23:39:08 |
| 8     | Marathon-Club Menden (Heinz-Werner Dellwig, Detlef Köhler, Bernhard Peters) | 23:59:54 |

Datum: 5. September
fand in Rheine statt

### 110 m Hürden
| Platz | Athlet, Verein                          | Zeit (s) |
| ----- | --------------------------------------- | -------- |
| 1     | Florian Schwarthoff (TV Heppenheim)     | 13,25    |
| 2     | Dietmar Koszewski (LAC Halensee Berlin) | 13,68    |
| 3     | Sven Göhler (OSC Potsdam)               | 13,83    |
| 4     | Eric Kaiser (TSV Wasserburg)            | 13,84    |
| 5     | Mike Fenner (SCC Berlin)                | 13,89    |
| 6     | Stefan Mattern (TK Hannover)            | 14,01    |
| 7     | Holger Creutz (LAC Halensee Berlin)     | 14,02    |
| 8     | Rötger Opperbeck (TK Hannover)          | 14,37    |

Datum: 20. Juni
Wind: +0,7 m/s

### 400 m Hürden
| Platz | Athlet, Verein                                   | Zeit (s) |
| ----- | ------------------------------------------------ | -------- |
| 1     | Olaf Hense (LG Olympia Dortmund)                 | 49,13    |
| 2     | Carsten Köhrbrück (LAC Halensee Berlin)          | 49,43    |
| 3     | Michael Kaul (USC Mainz)                         | 49,76    |
| 4     | Udo Schiller (LG Olympia Dortmund)               | 50,51    |
| 5     | Edgar Itt (TV Gelnhausen)                        | 50,67    |
| 6     | Michael Daumann (LAC Quelle Fürth/München)       | 50,88    |
| 7     | Jochen Zebisch (WGL Schwäbisch Hall)             | 50,91    |
| 8     | Rüdiger Klingeler (LAV Bayer Uerdingen/Dormagen) | 50,96    |

Datum: 21. Juni

### 3000 m Hindernis
| Platz | Athlet, Verein                             | Zeit (min) |
| ----- | ------------------------------------------ | ---------- |
| 1     | Steffen Brand (TV Wattenscheid 01)         | 8:21,76    |
| 2     | Hagen Melzer (Dresdner SC)                 | 8:28,71    |
| 3     | Martin Strege (LG Baunatal/ACT Kassel)     | 8:31,46    |
| 4     | Engelbert Franz (LAC Quelle Fürth/München) | 8:35,84    |
| 5     | Kim Bauermeister (LG Filder)               | 8:39,06    |
| 6     | Torsten Herwig (Berliner SC)               | 8:40,58    |
| 7     | Andreas Fischer (Hamburger SV)             | 8:40,64    |
| 8     | Christian Stang (TV Schriesheim)           | 8:47,23    |

Datum: 21. Juni

### 4 × 100 m Staffel
| Platz | Verein, Besetzung                                                                            | Zeit (s) |
| ----- | -------------------------------------------------------------------------------------------- | -------- |
| 1     | TV Wattenscheid 01 (Dietmar Schulte, Robert Kurnicki, Michael Huke, Dirk Schweisfurth)       | 39,65    |
| 2     | LG Bayer Leverkusen (Schu, Guido Kluth, Johannes Wischerhoff, Wolfgang Haupt)                | 39,93    |
| 3     | LAV Bayer Uerdingen/Dormagen (Nusselein, Stefan Peters, Kutscher, Arnold Zawitzki)           | 40,26    |
| 4     | SV Salamander Kornwestheim (Rüdiger Sandvoss, Daniel Leigh, Thomas Nitsch, Christian Thomas) | 40,51    |
| 5     | SV Saar 05 Saarbrücken (Dietmar Schlemmer, Werner Klein, Roger Gräber, Gerald Aust)          | 40,65    |
| 6     | LG Sieg (Sascha von Weschpfennig, Karl-Heinz Troyke, Stephan Schütz, Schöler)                | 40,70    |
| 7     | TSV 1860 München (Jörg Treffer, Alexander Rehm, Thomas Linkel, Jörg Rößler)                  | 40,84    |
| 8     | LG Hannover (Jörg Deerberg, Lars Bornemann, Axel Ritter, Lars Asche)                         | 40,91    |

Datum: 20. Juni

### 4 × 400 m Staffel
| Platz | Verein, Besetzung                                                                          | Zeit (min) |
| ----- | ------------------------------------------------------------------------------------------ | ---------- |
| 1     | LG Olympia Dortmund (Stefan Godek, Udo Schiller, Bodo Unger, Olaf Hense)                   | 3:07,03    |
| 2     | LG Bayer Leverkusen (Daniel Bittner, Michael Grün, Markus Rau, Sven Matuschik)             | 3:08,33    |
| 3     | LG VfB/Kickers Stuttgart (Jürgen Mehl, Michael Fahrenkamp, Rolf Setzer, Ralph Pfersich)    | 3:09,31    |
| 4     | VfL Sindelfingen (Bernd Koschka, Michael Schwab, Roger Pohl, Jörg Vaihinger)               | 3:09,44    |
| 5     | TV Wattenscheid 01 (Torsten Odebrett, Wilhelm Schlepütz, Hendrik Willems, Matthias Franke) | 3:09,71    |
| 6     | ASV Köln (Alexander Adam, Anselm Schuster, Christian Weigeldt, Marc-Antonius Eggers)       | 3:11,17    |
| 7     | MTV Ingolstadt (Josef Forster, Josef Piendl, Dieter Gabriel, Richard Merk)                 | 3:12,65    |
| DSQ   | Berliner SC (Thomas Reichel, Lars Olbrich, Sascha Weihe, Ralph Lenzke)                     |            |

Datum: 21. Juni

### 4 × 800 m Staffel
| Platz | Verein, Besetzung                                                                        | Zeit (min) |
| ----- | ---------------------------------------------------------------------------------------- | ---------- |
| 1     | SCC Berlin (Jörg Schneider, John-Henry May, Mike Kemsies, Mark Eplinius)                 | 7:21,41    |
| 2     | MTV Ingolstadt (Alfred Hummel, Hans Stamm, Dieter Gabriel, Peter Braun)                  | 7:28,81    |
| 3     | LC Rehlingen (Michael Simon, Andreas Rettig, Werner Klein, Thomas Klein)                 | 7:29,70    |
| 4     | LG Offenburg (Hartwig Potthin, Klaus Wörner, Jens Bodemer, Jörg Haas)                    | 7:36,23    |
| 5     | LAV Hamburg-Nord (Schulz, Mohrmann, Gerdey, Jörn Klaus Wagner)                           | 7:43,30    |
| 6     | DJK Weiden (Stephan Rückert, Burkhard Volbracht, Thomas Spiegelsberger, Jürgen Kolarzik) | 7:44,37    |
| 7     | LAZ Gießen (Paul, Möller, Seidel, Frankenberger)                                         | 7:47,10    |
| 8     | Post-SV Trier (Wolfgang Bender, Stephan Klein, Thomas Heck, Andreas Hubertz)             | 7:47,17    |

Datum: 30. August
fand in Ahlen im Rahmen der Deutschen Jugendmeisterschaften statt

### 4 × 1500 m Staffel
| Platz | Verein, Besetzung                                                                     | Zeit (min) |
| ----- | ------------------------------------------------------------------------------------- | ---------- |
| 1     | SCC Berlin (Andreas Wagner, Neumann, Rainer Sudau, Jens-Peter Herold)                 | 15:19,27   |
| 2     | TV Wattenscheid 01 (Stephan Plätzer, Ingo Janich, Steffen Brand, Rüdiger Stenzel)     | 15:27,12   |
| 3     | Hamburger SV (Möller, Lars Brechtel, Andreas Fischer, Christoph Meyer)                | 15:37,28   |
| 4     | ASV Köln (Axel Wehmeyer, Markus Schäfer, Claus Wittekindt, Alexander Adam)            | 15:38,81   |
| 5     | LG Nord Berlin (Thomas Riedel, Ingo Plucinski, Helge Loska, Bernd Müller)             | 15:39,50   |
| 6     | LAG Mittlere Isar (Stefan Schaeidt, Marc Freihoff, Stefan Brunner, Alexander Scheske) | 15:40,54   |
| 7     | Eintracht Frankfurt (Volker Schröder, Thomas Oswald, Ulrich Keil, Enrique Tortell)    | 15:43,93   |
| 8     | LG Olympia Dortmund (Volker Welzel, Jens Wilky, Michael Kluwe, Ansgar Lenfers)        | 15:45,19   |

Datum: 30. August
fand in Ahlen im Rahmen der Deutschen Jugendmeisterschaften statt

### 20-km-Gehen
| Platz | Athlet, Verein                       | Zeit (h) |
| ----- | ------------------------------------ | -------- |
| 1     | Robert Ihly (LG Offenburg)           | 1:23:40  |
| 2     | Axel Noack (TSV Erfurt)              | 1:24:07  |
| 3     | Ralf Weise (TSV Erfurt)              | 1:24:15  |
| 4     | Hartwig Gauder (TSV Erfurt)          | 1:25:49  |
| 5     | Markus Pauly (SC DHfK Leipzig)       | 1:26:25  |
| 6     | Ralf Rose (LAC Quelle Fürth/München) | 1:26:36  |
| 7     | Denis Trautmann (SV Gleina)          | 1:27:12  |
| 8     | Volkmar Scholz (Berliner SV 1892)    | 1:27:50  |

Datum: 19. Juni

### 20-km-Gehen, Mannschaftswertung
| Platz | Verein, Besetzung                                                       | Zeit (h) |
| ----- | ----------------------------------------------------------------------- | -------- |
| 1     | TSV Erfurt (Axel Noack, Ralf Weise, Hartwig Gauder)                     | 4:14:11  |
| 2     | LAC Quelle Fürth/München (Ralf Rose, Peter Zanner, Alfons Schwarz)      | 4:24:48  |
| 3     | Berliner SV 1892 I (Volkmar Scholz, Detlef Heitmann, Detlev Winkler)    | 4:39:26  |
| 4     | Fortuna Marzahn (Volker Umlauft, Rene Bonneß, U. Schäffer)              | 4:46:56  |
| 5     | SV Friedrichsgabe (Schmidt, Schulz, Schubitz)                           | 4:49:55  |
| 6     | Eintracht Frankfurt (Thomas Wallstab, Rainer Barzen, Franz-Josef Weber) | 4:50:59  |
| 7     | SV Breitenbrunn (Joachim Maier, Günter Thomas, Karl-Heinz Adam)         | 4:58:03  |
| 8     | Berliner SV 1892 II (Andreas Klose, Reiner Mundkowski, Kiepers)         | 5:09:28  |

Datum: 19. Juni

### 50-km-Gehen
| Platz | Athlet, Verein                                 | Zeit (h) |
| ----- | ---------------------------------------------- | -------- |
| 1     | Ronald Weigel (LAC Halensee Berlin)            | 3:51:37  |
| 2     | Hartwig Gauder (TSV Erfurt)                    | 3:57:31  |
| 3     | Volkmar Scholz (Berliner SV 1892)              | 4:08:07  |
| 4     | Rainer Driesen (LG Düsseldorf)                 | 4:13:45  |
| 5     | Alfons Schwarz (LAC Quelle Fürth/München)      | 4:15:28  |
| 6     | Robert Mildenberger (LAC Quelle Fürth/München) | 4:13:45  |
| 7     | Carlo Müller (Berliner SV 1892)                | 4:22:53  |
| 8     | Gerhard Weidner (LG Salzgitter)                | 4:25:21  |

Datum: 19. April
fand in Berlin statt

### 50-km-Gehen, Mannschaftswertung
| Platz | Verein, Besetzung                                             | Zeit (h) |
| ----- | ------------------------------------------------------------- | -------- |
| 1     | Berliner SV 1892 (Volkmar Scholz, Carlo Müller, Karl Degener) | 12:57:09 |

Austragung: Berlin, 19. April
Obwohl nur eine Mannschaft ins Ziel kam, wurde ihr der Titel zuerkannt, weil drei Teams am Start waren.

### Hochsprung
| Platz | Athlet, Verein                           | Höhe (m) |
| ----- | ---------------------------------------- | -------- |
| 1     | Ralf Sonn (TSG Weinheim)                 | 2,32     |
| 2     | Wolf-Hendrik Beyer (LG Bayer Leverkusen) | 2,32     |
| 3     | Dietmar Mögenburg (TV Wattenscheid 01)   | 2,30     |
| 4     | Carlo Thränhardt (LG Bayer Leverkusen)   | 2,30     |
| 5     | Uwe Bellmann (TG Heilbronn)              | 2,23     |
| 6     | Torsten Marschner (LG Frankfurt)         | 2,20     |
| 6     | Thomas Müller (TV Wattenscheid 01)       | 2,20     |
| 8     | Heinz Falter (SCC Berlin)                | 2,17     |
| 8     | Gerd Nagel (LG Frankfurt)                | 2,17     |

Datum: 21. Juni

### Stabhochsprung
| Platz | Athlet, Verein                        | Höhe (m) |
| ----- | ------------------------------------- | -------- |
| 1     | Mark Lugenbühl (ASV Landau)           | 5,55     |
| 2     | Kai Atzbacher (LG Frankfurt)          | 5,50     |
| 3     | Stefan Diebler (TuS Jena)             | 5,40     |
| 4     | Werner Holl (LG Herlazhofen)          | 5,30     |
| 5     | Marc Osenberg (LG Bayer Leverkusen)   | 5,15     |
| 5     | Karsten Wichert (LG Bayer Leverkusen) | 5,15     |
| 7     | Leszek Holownia (LG Bayer Leverkusen) | 5,15     |
| 8     | Uwe Langhammer (TuS Jena)             | 5,15     |

Datum: 20. Juni

### Weitsprung
| Platz | Athlet, Verein                                | Weite (m) |
| ----- | --------------------------------------------- | --------- |
| 1     | Dietmar Haaf (SV Salamander Kornwestheim)     | 8,16      |
| 2     | André Müller (SC Empor Rostock)               | 7,99      |
| 3     | Konstantin Krause (TV Wattenscheid 01)        | 7,90      |
| 4     | Thorsten Heide (TK Hannover)                  | 7,87      |
| 5     | Christian Thomas (SV Salamander Kornwestheim) | 7,86      |
| 6     | Marco Delonge (LAC Halensee Berlin)           | 7,83      |
| 7     | Bernhard Kelm (TSV Wasserburg)                | 7,75      |
| 8     | Georg Ackermann (LG Karlsruhe)                | 7,69      |

Datum: 21. Juni

### Dreisprung
| Platz | Athlet, Verein                      | Weite (m) |
| ----- | ----------------------------------- | --------- |
| 1     | Ralf Jaros (TV Wattenscheid 01)     | 17,11     |
| 2     | Wolfgang Knabe (TV Wattenscheid 01) | 16,62     |
| 3     | Kersten Wolters (TSG Bergedorf)     | 16,45     |
| 4     | Volker Mai (SC Neubrandenburg)      | 16,21     |
| 5     | Hrvoje Verzi (TV Wattenscheid 01)   | 16,02     |
| 6     | Karsten Richter (SC Empor Rostock)  | 15,92     |
| 7     | René Baarck (SC Neubrandenburg)     | 15,42     |
| 8     | Charles Friedek (LG Frankfurt)      | 15,41     |

Datum: 20. Juni

### Kugelstoßen
| Platz | Athlet, Verein                            | Weite (m) |
| ----- | ----------------------------------------- | --------- |
| 1     | Ulf Timmermann (OSC Berlin)               | 20,46     |
| 2     | Oliver-Sven Buder (TV Wattenscheid 01)    | 19,70     |
| 3     | Kalman Konya (SV Salamander Kornwestheim) | 19,62     |
| 4     | Michael Mertens (VfL Wolfsburg)           | 19,47     |
| 5     | Udo Beyer (OSC Potsdam)                   | 18,63     |
| 6     | Ralf Kahles (MTG Mannheim)                | 18,62     |
| 7     | Dirk Urban (LG Wedel-Pinneberg)           | 18,26     |
| 8     | Albert Schmider (TSV Burgberg)            | 18,24     |

Datum: 21. Juni

### Diskuswurf
| Platz | Athlet, Verein                           | Weite (m) |
| ----- | ---------------------------------------- | --------- |
| 1     | Lars Riedel (USC Mainz)                  | 65,96     |
| 2     | Jürgen Schult (Schweriner SC)            | 65,02     |
| 3     | Michael Möllenbeck (Eintracht Frankfurt) | 60,82     |
| 4     | Bernd Kneißler (MTG Mannheim)            | 60,66     |
| 5     | Rolf Danneberg (LG Bayer Leverkusen)     | 59,66     |
| 6     | Omar Orloff (LG Süd Berlin)              | 59,46     |
| 7     | Olaf Többen (LG Bayer Leverkusen)        | 58,08     |
| 8     | Alois Hannecker (LG München)             | 56,88     |

Datum: 20. Juni

### Hammerwurf
| Platz | Athlet, Verein                        | Weite (m) |
| ----- | ------------------------------------- | --------- |
| 1     | Heinz Weis (LG Bayer Leverkusen)      | 79,22     |
| 2     | Claus Dethloff (LG Bayer Leverkusen)  | 75,52     |
| 3     | Christoph Sahner (TV Wattenscheid 01) | 74,60     |
| 4     | Karsten Kobs (LG Olympia Dortmund)    | 74,36     |
| 5     | Jörn Hübner (SC Cottbus)              | 73,44     |
| 6     | Marcel Kunkel (USC Mainz)             | 72,42     |
| 7     | Norbert Radefeld (VfL Wolfsburg)      | 71,64     |
| 8     | Steffen Burdack (OSC Berlin)          | 66,80     |

Datum: 21. Juni

### Speerwurf
| Platz | Athlet, Verein                              | Weite (m) |
| ----- | ------------------------------------------- | --------- |
| 1     | Volker Hadwich (SC Magdeburg)               | 82,26     |
| 2     | Stefan König (TV Wattenscheid 01)           | 80,40     |
| 3     | Ralph Willinski (LG Bayer Leverkusen)       | 78,42     |
| 4     | Jens Reimann (OSC Potsdam)                  | 78,02     |
| 5     | Peter Blank (USC Mainz)                     | 76,92     |
| 6     | Klaus Tafelmeier (LG Bayer Leverkusen)      | 76,06     |
| 7     | Raymond Hecht (TV Wattenscheid 01)          | 75,76     |
| 8     | Peter Esenwein (SV Salamander Kornwestheim) | 75,52     |

Datum: 21. Juni

### Zehnkampf
| Platz | Athlet, Verein                      | Leistung (Pkte) |
| ----- | ----------------------------------- | --------------- |
| 1     | Stefan Schmid (LG Karlstadt)        | 7992            |
| 2     | Norbert Lampe (SC Magdeburg)        | 7587            |
| 3     | Dirk Pajonk (LG Bayer Leverkusen)   | 7496            |
| 4     | Christian Deick (USC Mainz)         | 7345            |
| 5     | Peter Neumaier (USC Mainz)          | 7341            |
| 6     | Hans-Christian Gröninger (LG Sempt) | 7229            |
| 7     | Gerald Bayer (LG Altmühl/Jura)      | 7211            |
| 8     | Stephan Kallenberg (USC Mainz)      | 7208            |

Datum: 29./30. August
fand in Ahlen statt

### Zehnkampf, Mannschaftswertung
| Platz | Verein, Besetzung                                               | Leistung (Pkte) |
| ----- | --------------------------------------------------------------- | --------------- |
| 1     | LG Bayer Leverkusen (Paul Meier, Dirk Pajonk, Kurowski)         | 22.197          |
| 2     | USC Mainz (Christian Deick, Peter Neumaier, Stephan Kallenberg) | 21.854          |
| 3     | SC Magdeburg (Norbert Lampe, Sandro Lange, Hans-Ulrich Riecke)  | 20.554          |

Datum: 29./30. August
fand in Ahlen statt
nur 3 Mannschaften in der Wertung

### CrosslaufMittelstrecke –4,2 km
| Platz | Athlet, Verein                                | Zeit (min) |
| ----- | --------------------------------------------- | ---------- |
| 1     | Hauke Fuhlbrügge (TSV Erfurt)                 | 12:15      |
| 2     | Klaus-Peter Nabein (LAC Quelle Fürth/München) | 12:19      |
| 3     | Uwe König (SCC Berlin)                        | 12:22      |
| 4     | Michael Witt (LG Nordheide)                   | 12:25      |
| 5     | Ralf Dahmen (LG Bayer Leverkusen)             | 12:28      |
| 6     | Olaf Beyer (SCC Berlin)                       | 12:29      |
| 7     | Heiko Schinkitz (SG Adelsberg)                | 12:34      |
| 8     | Axel Krippschock (LG Staufen)                 | 12:35      |

Datum: 7. März
fand in Iffezheim statt

### CrosslaufMittelstrecke –4,2 km, Mannschaftswertung
| Platz | Verein, Besetzung                                                     | Zeit (min) |
| ----- | --------------------------------------------------------------------- | ---------- |
| 1     | SCC Berlin (Uwe König, Olaf Beyer, Jens-Peter Herold)                 | 37:28      |
| 2     | Hamburger SV (Christoph Meyer, Andreas Fischer, Lars Brechtel)        | 38:29      |
| 3     | LG Nordheide (Michael Witt, Peter Hempel, Rolf Helmboldt)             | 38:34      |
| 4     | LG Braunschweig (Markus Pingpank, Peter Krause, Grunwald)             | 38:45      |
| 5     | LG Olympia Dortmund (Jens Wilky, Volker Welzel, Michael Kluwe)        | 38:48      |
| 6     | TV Wattenscheid 01 (Rüdiger Stenzel, Michael Fietz, Stephan Plätzer)  | 38:50      |
| 7     | LAG Mittlere Isar (Marc Freihoff, Robert Meindl, Alexander Scheske)   | 38:53      |
| 8     | SV Salamander Kornwestheim (Stéphane Franke, Günter Ziewey, Schiebel) | 38:55      |

Datum: 7. März
fand in Iffezheim statt
Infolge eines Irrtums wurde die gewöhnlich angewendete Wertung über die Platzziffer ausnahmsweise durch die Gesamtzeit des jeweiligen Teams ersetzt.

### CrosslaufLangstrecke –10,5 km
| Platz | Athlet, Verein                                | Zeit (min) |
| ----- | --------------------------------------------- | ---------- |
| 1     | Rainer Wachenbrunner (Berliner SC)            | 31:55      |
| 2     | Werner Schildhauer (USV Halle)                | 32:01      |
| 3     | Steffen Dittmann (Racing-Club Berlin)         | 32:25      |
| 4     | Sven Schottmann (PSV Grün-Weiß Kassel)        | 32:32      |
| 5     | Robert Langfeld (LG Wipperfürth)              | 32:41      |
| 6     | Martin Grüning (LAV Bayer Uerdingen/Dormagen) | 32:44      |
| 7     | Martin Bremer (LG Bayer Leverkusen)           | 32:49      |
| 8     | Detlef Schwarz (TSG Bergedorf)                | 32:52      |

Datum: 7. März
fand in Iffezheim statt

### CrosslaufLangstrecke –10,5 km, Mannschaftswertung
| Platz | Verein, Besetzung                                                              | Zeit (h) |
| ----- | ------------------------------------------------------------------------------ | -------- |
| 1     | SV Saar 05 Saarbrücken (Alexander Gunkel, Markus Neukirch, Alfred Knickenberg) | 1:40:29  |
| 2     | OSC Berlin (Michael Heilmann, Martin Seeber, Christian Schieber)               | 1:40:47  |
| 3     | LC Euskirchen (Heinz-Bernd Bürger, Frank Kase, Sven Wille)                     | 1:41:01  |
| 4     | LG Wipperfürth (Robert Langfeld, Jörg Haarmann, Bader)                         | 1:41:31  |
| 5     | TSG Bergedorf (Detlef Schwarz, Steffen Benecke, Andreas Hünerberg)             | 1:41:54  |
| 6     | LAC Quelle Fürth/München (Engelbert Franz, Eike Loch, Gunnar Rethfeldt)        | 1:42:50  |
| 7     | VfL Sindelfingen (Ralph Kirsch, Stefan Paul, Robert Dreher)                    | 1:43:06  |
| 8     | TSV Gräfelfing (Norbert Wildner, Ralf Stewing, Feige)                          | 1:43:46  |

Datum: 7. März
fand in Iffezheim statt
Infolge eines Irrtums wurde die gewöhnlich angewendete Wertung über die Platzziffer ausnahmsweise durch die Gesamtzeit des jeweiligen Teams ersetzt.

### Berglauf
| Platz | Athlet, Verein                         | Zeit (min) |
| ----- | -------------------------------------- | ---------- |
| 1     | Guido Dold (LC Breisgau)               | 47:11      |
| 2     | Paul Deuritz (LAG Mittlere Isar)       | 47:42      |
| 3     | Jörg Leipner (LG Frankfurt)            | 47:59      |
| 4     | Erik Simonis (LG Rhein-Wied Andernach) | 48:37      |
| 5     | Dirk Debertin (LC Breisgau)            | 48:52      |
| 6     | Wolfgang Münzel (LG Frankfurt)         | 48:55      |
| 7     | Heiko Schinkitz (SG Adelsberg)         | 48:58      |
| 8     | Steffen Grosse (LC Breisgau)           | 49:05      |

Datum: 20. Juni
fand in Freiburg im Breisgau im Rahmen des Schauinsland-Berglaufs statt

### Berglauf, Mannschaftswertung
| Platz | Verein, Besetzung                                                          | Zeit (h) |
| ----- | -------------------------------------------------------------------------- | -------- |
| 1     | LC Breisgau I (Guido Dold, Dirk Debertin, Steffen Grosse)                  | 2:25:08  |
| 2     | LG Frankfurt (Jörg Leipner, Wolfgang Münzel, Volker Isigkeit)              | 2:27:51  |
| 3     | SG Adelsberg (Heiko Schinkitz, Koritz, Andre Neubauer)                     | 2:32:01  |
| 4     | LC Breisgau II (Peter Fröhlich, Keller, Förster)                           | 2:32:59  |
| 5     | LG Bamberg (Manfred Dusold, Josef Öhrig, Jürgen Endres)                    | 2:33:41  |
| 6     | Freiburger FC (Charly Doll, Bernd Schaubhut, Krebs)                        | 2:35:05  |
| 7     | FTSV 1922 Straubing (Josef Stangl, Hermann Schwürzinger, Hans Hetzenecker) | 2:37:06  |
| 8     | FC Unterkirnach (Siegfried Dold, Siegfried Blum, Meier)                    | 2:37:42  |

Datum: 20. Juni
fand in Freiburg im Breisgau im Rahmen des Schauinsland-Berglaufs statt

## Meisterschaftsresultate Frauen

### 100 m
| Platz | Athletin, Verein                               | Zeit (s) |
| ----- | ---------------------------------------------- | -------- |
| 1     | Heike Drechsler, geb. Daute (TuS Jena)         | 11,33    |
| 2     | Silke-Beate Knoll (LG Olympia Dortmund)        | 11,44    |
| 3     | Silke Möller, geb. Gladisch (SC Empor Rostock) | 11,46    |
| 4     | Sabine Günther (TuS Jena)                      | 11,54    |
| 5     | Andrea Philipp (Schweriner SC)                 | 11,58    |
| 6     | Melanie Paschke (LG Braunschweig)              | 11,71    |
| 7     | Silke Lichtenhagen (LG Bayer Leverkusen)       | 11,74    |
| 7     | Tina Schömetzler (LAC Quelle Fürth/München)    | 11,74    |

Datum: 20. Juni
Wind: −1,9 m/s

### 200 m
| Platz | Athletin, Verein                              | Zeit (s) |
| ----- | --------------------------------------------- | -------- |
| 1     | Silke-Beate Knoll (LG Olympia Dortmund)       | 22,50    |
| 2     | Andrea Thomas, geb. Bersch (VfL Sindelfingen) | 22,89    |
| 3     | Sabine Günther (TuS Jena)                     | 23,04    |
| 4     | Anja Böhme (LG Bayer Leverkusen)              | 23,55    |
| 5     | Jana Schönenberger (OSC Berlin)               | 23,80    |
| 6     | Christiane Schupfner (LG Rupertiwinkel)       | 23,97    |
| 7     | Martina Kersting (LG Olympia Dortmund)        | 24,40    |
| 8     | Andrea Schmidt (SG Ulm)                       | 24,40    |

Datum: 21. Juni
Wind: +0,3 m/s

### 400 m
| Platz | Athletin, Verein                      | Zeit (s) |
| ----- | ------------------------------------- | -------- |
| 1     | Anja Rücker (TuS Jena)                | 51,86    |
| 2     | Linda Kisabaka (LG Bayer Leverkusen)  | 52,01    |
| 3     | Helga Arendt (LG Olympia Dortmund)    | 52,03    |
| 4     | Manuela Derr (SC Neubrandenburg)      | 52,05    |
| 5     | Uta Rohländer (SV Halle)              | 53,06    |
| 6     | Doreen Fahrendorff (VfL Sindelfingen) | 53,06    |
| 7     | Ruth Scheppan (LG Olympia Dortmund)   | 53,34    |
| 8     | Annett Hesselbarth (SV Halle)         | 55,32    |

Datum: 20. Juni

### 800 m
| Platz | Athletin, Verein                             | Zeit (min) |
| ----- | -------------------------------------------- | ---------- |
| 1     | Christine Wachtel (SC Empor Rostock)         | 1:59,38    |
| 2     | Sigrun Grau, geb. Wodars (SC Neubrandenburg) | 1:59,49    |
| 3     | Sabine Zwiener (LG Stuttgart)                | 1:59,83    |
| 4     | Gabriela Lesch (Eintracht Frankfurt)         | 2:01,11    |
| 5     | Heike Huneke (SV Concordia Ihrhove)          | 2:01,56    |
| 6     | Birte Bruhns (ASV Köln)                      | 2:01,84    |
| 7     | Nicole Leistenschneider (SCC Berlin)         | 2:02,10    |
| 8     | Martina Muck (USC Heidelberg)                | 2:03,16    |

Datum: 21. Juni

### 1500 m
| Platz | Athletin, Verein                        | Zeit (min) |
| ----- | --------------------------------------- | ---------- |
| 1     | Ellen Kießling (Dresdner SC)            | 4:14,89    |
| 2     | Katje Hoffmann (SCC Berlin)             | 4:17,13    |
| 3     | Heike Oehme (Hamburger SV)              | 4:17,39    |
| 4     | Ingrid Hering (TK Hannover)             | 4:18,75    |
| 5     | Kathrin Wiesenberg (SV Tiefbau Cottbus) | 4:19,02    |
| 6     | Sabine Leist (LG Frankfurt)             | 4:19,33    |
| 7     | Annette Hüls (LG Bayer Leverkusen)      | 4:19,73    |
| 8     | Steffi Kallensee (Eintracht Frankfurt)  | 4:20,15    |

Datum: 20. Juni

### 3000 m
| Platz | Athletin, Verein                          | Zeit (min) |
| ----- | ----------------------------------------- | ---------- |
| 1     | Claudia Borgschulze (LG Olympia Dortmund) | 9:01,60    |
| 2     | Katje Hoffmann (SCC Berlin)               | 9:03,02    |
| 3     | Claudia Metzner (BV Teutonia Dortmund)    | 9:03,41    |
| 4     | Monika Schäfer (LAC Quelle Fürth/München) | 9:05,17    |
| 5     | Christina Mai (LG Olympia Dortmund)       | 9:07,34    |
| 6     | Andrea Fleischer (TuS Jena)               | 9:08,49    |
| 7     | Anke Breitenbach (LG Bayer Leverkusen)    | 9:12,58    |
| 8     | Anke Schäning (ASV Köln)                  | 9:17,32    |

Datum: 21. Juni

### 10.000 m
| Platz | Athletin, Verein                          | Zeit (min) |
| ----- | ----------------------------------------- | ---------- |
| 1     | Kathrin Ullrich (Berliner SC)             | 31:20,62   |
| 2     | Uta Pippig (SCC Berlin)                   | 31:21,36   |
| 3     | Kerstin Preßler (Neuköllner Sportfreunde) | 32:09,64   |
| 4     | Claudia Borgschulze (LG Olympia Dortmund) | 32:43,64   |
| 5     | Monika Schäfer (LAC Quelle Fürth/München) | 32:47,84   |
| 6     | Claudia Dreher (LG Olympia Dortmund)      | 33:09,60   |
| 7     | Tanja Kalinowski (LG Bayer Leverkusen)    | 33:08,36   |
| 8     | Kerstin Herzberg (LBV Phönix Lübeck)      | 33:42,46   |

Datum: 28. Mai
fand in Jena statt

### 15-km-Straßenlauf
| Platz | Athletin, Verein                          | Zeit (min) |
| ----- | ----------------------------------------- | ---------- |
| 1     | Kerstin Preßler (Neuköllner Sportfreunde) | 49:45      |
| 2     | Iris Biba (TV Gelnhausen)                 | 50:07      |
| 3     | Claudia Borgschulze (LG Olympia Dortmund) | 50:57      |
| 4     | Andrea Fleischer (TuS Jena)               | 52:22      |
| 5     | Tanja Kalinowski (LG Bayer Leverkusen)    | 52:31      |
| 6     | Doris Grossert (LG Braunschweig)          | 52:37      |
| 7     | Veronika Manz (SG Ludwigsburg)            | 52:39      |
| 8     | Kerstin Herzberg (LBV Phönix Lübeck)      | 52:48      |

Datum: 25. April
fand in Koblenz statt

### 15-km-Straßenlauf, Mannschaftswertung
| Platz | Verein, Besetzung                                                        | Zeit (h) |
| ----- | ------------------------------------------------------------------------ | -------- |
| 1     | LG Olympia Dortmund (Claudia Borgschulze, Claudia Dreher, Gabriele Wolf) | 2:36:05  |
| 2     | VfL Wolfsburg (Petra Liebertz, Ursula Starke, Anne Toffel)               | 2:48:45  |
| 3     | USV Halle (Sylvia Renz, Sandra Lachmann, Katrin Tanzmann)                | 2:51:38  |
| 4     | LG Braunschweig (Doris Grossert, Silke Schramm, Kerstin Schmidt)         | 2:56:01  |
| 5     | ASC Darmstadt (Ursula Wolf, Heinrich, Silke Spankus)                     | 2:57:30  |
| 6     | SV Saar 05 Saarbrücken (Isabelle Müller, Nicole Frank, Steffi Hertel)    | 2:57:48  |
| 7     | TSV Weeze (Annette Neinhüs-Janssen, Melle van Dongen, Tanja Bloemen)     | 3:02:01  |
| 8     | LG Seesen (Heidi Hillebrecht, Karola Weiglein, Sabine Ziola)             | 3:06:29  |

Datum: 25. April
fand in Koblenz statt
In den Jahren 1990 bis 1992 wurden zugleich Meisterschaften für Juniorinnen ausgetragen, jedoch ohne separate Mannschaftswertung. So wurden Frauen und Juniorinnen im Team gemeinsam gewertet.

### Marathon
| Platz | Athletin, Verein                               | Zeit (h) |
| ----- | ---------------------------------------------- | -------- |
| 1     | Manuela Veith (TV Bodenheim)                   | 2:46:33  |
| 2     | Bernadette Hudy (LLC Marathon Regensburg)      | 2:46:54  |
| 3     | Sigrid Altmeyer (LAV Bayer Uerdingen/Dormagen) | 2:51:32  |
| 4     | Beate Kauke (SC DHfK Leipzig)                  | 2:52:24  |
| 5     | Petra Sander (LAV Bayer Uerdingen/Dormagen)    | 2:52:35  |
| 6     | Gabriele Reiners (DLC Aachen)                  | 2:53:21  |
| 7     | Ute Haarmann (TSG Velbert)                     | 2:59:27  |
| 8     | Monika Thomas (LG Nürnberg)                    | 3:03:14  |

Datum: 19. September
fand in Herxheim statt

### Marathon, Mannschaftswertung
| Platz | Verein, Besetzung                                                          | Zeit (h) |
| ----- | -------------------------------------------------------------------------- | -------- |
| 1     | LAV Bayer Uerdingen/Dormagen (Sigrid Altmeyer, Petra Sander, Petra Bauer)  | 9:08:06  |
| 2     | DLC Aachen (Gabriele Reiners, Birgit Linnartz, Maria Theissen)             | 9:17:23  |
| 3     | Eichenkreuz Schwaikheim (Gudrun Rüth, Hannelore Nothdurft, Claudia Müller) | 9:57:37  |
| 4     | LSF Münster (Renata Müller, Ruth Lutz, Brigitte Ziegler)                   | 10:18:54 |

Datum: 19. September
fand in Herxheim statt
nur 4 Mannschaften in der Wertung

### 100-km-Straßenlauf
| Platz | Athletin, Verein                               | Zeit (h) |
| ----- | ---------------------------------------------- | -------- |
| 1     | Birgit Lennartz-Lohrengel (ASV Sankt Augustin) | 7:27:02  |
| 2     | Iris Reuter (TVDÄ Hanau)                       | 8:09:37  |
| 3     | Katharina Janicke (LC Olympia Wiesbaden)       | 8:13:05  |
| 4     | Sigrid Lomsky (SCC Berlin)                     | 8:19:58  |
| 5     | Helga Backhaus (SCC Berlin)                    | 8:28:34  |
| 6     | Gudrun Müller (IGL Reutlingen)                 | 8:30:56  |
| 7     | Christel Heine (SCC Berlin)                    | 8:39:56  |
| 8     | Marianne Dahl (SV Altencelle)                  | 8:42:59  |

Datum: 5. September
fand in Rheine statt
Zur Siegerzeit gibt es zwei voneinander abweichende Angaben. Auf der Internetseite DUV Ultramarathon-Statistik werden 7:27:02 h benannt. In einer anderen Quelle werden dagegen 7:27:19 h aufgeführt. Aufgrund der exakten Auflistung aller Teilnehmer mit Zeiten und Platzierungen erscheint die hier übernommene Angabe der Webseite DUV Ultramarathon-Statistik wahrscheinlicher.

### 100-km-Straßenlauf, Mannschaftswertung
| Platz | Verein, Besetzung                                                 | Zeit (h) |
| ----- | ----------------------------------------------------------------- | -------- |
| 1     | SCC Berlin (Sigrid Lomsky, Helga Backhaus, Christel Heine)        | 25:28:28 |
| 2     | DLC Aachen (Maria Theißen, Marianne Gerards, Rosi Grawinkel)      | 27:44:16 |
| 3     | LTF Marpingen (Angelika Warken, Martina Eckert, Marga Reidenbach) | 29:59:20 |

Datum: 5. September
fand in Rheine statt
nur 3 Mannschaften in der Wertung

### 100 m Hürden
| Platz | Athletin, Verein                       | Zeit (s) |
| ----- | -------------------------------------- | -------- |
| 1     | Sabine Braun (TV Wattenscheid 01)      | 13,05    |
| 2     | Caren Jung (MTG Mannheim)              | 13,10    |
| 3     | Kristin Patzwahl (SC DHfK Leipzig)     | 13,14    |
| 4     | Gabi Roth, geb. Lippe (MTG Mannheim)   | 13,19    |
| 5     | Petra Hassinger (LAC Halensee Berlin)  | 13,22    |
| 6     | Silke Kahler (Hamburger SV)            | 13,45    |
| 7     | Kerstin Poltrock (LC Balsam Bielefeld) | 13,52    |
| 8     | Ilka Rönisch (SC Cottbus)              | 13,77    |

Datum: 20. Juni
Wind: −0,4 m/s

### 400 m Hürden
| Platz | Athletin, Verein                    | Zeit (s) |
| ----- | ----------------------------------- | -------- |
| 1     | Heike Meißner (Dresdner SC)         | 55,09    |
| 2     | Silvia Rieger (TuS Eintracht Hinte) | 55,33    |
| 3     | Ulrike Heinz (TSG Wiesloch)         | 56,28    |
| 4     | Gesine Schmidt (ATS Cuxhaven)       | 56,84    |
| 5     | Amona Schneeweis (TV Gelnhausen)    | 57,61    |
| 6     | Birgit Wolf (VfL Sindelfingen)      | 57,61    |
| 7     | Petra Haas (TSV Riederich)          | 58,57    |
| 8     | Petra Schellenbeck (USC Mainz)      | 59,00    |

Datum: 21. Juni

### 4 × 100 m Staffel
| Platz | Verein, Besetzung                                                                               | Zeit (s) |
| ----- | ----------------------------------------------------------------------------------------------- | -------- |
| 1     | VfL Sindelfingen (Doreen Fahrendorff, Ulrike Sarvari, Andrea Thomas – geb. Bersch, Birgit Wolf) | 44,72    |
| 2     | LG Bayer Leverkusen (Anja Böhme, Silke Lichtenhagen, Stefanie Hütz, Linda Kisabaka)             | 45,12    |
| 3     | LG Olympia Dortmund (Tielkes, Martina Kersting, Hagen, Silke-Beate Knoll)                       | 45,14    |
| 4     | LAC Quelle Fürth/München (Gudrun Lattner, Katja Seidel, Tina Schönmetzler, Linda Lauer)         | 45,71    |
| 5     | TK Hannover (Regine Powitz, Katrin Bartschat, Ilka Busche, Ute Klocke)                          | 46,36    |
| 6     | MTV München von 1879 (Petra Spindler, Andrea Nebel, Angela Haggenmüller, Rita Niedermeier)      | 47,47    |
| 7     | LC Balsam Bielefeld (M. Treuse, Angelina Treuse, Monika Schober, Kerstin Poltrock)              | 52,54    |
| DNF   | LG Wipperfürth (Katja Wingender, Christina Hormann, Ingeborg Leschnik, Kerstin Reuter)          |          |

Datum: 20. Juni

### 4 × 400 m Staffel
| Platz | Verein, Besetzung                                                                          | Zeit (min) |
| ----- | ------------------------------------------------------------------------------------------ | ---------- |
| 1     | LG Olympia Dortmund (Sandra Kuschmann, Helga Arendt, Ruth Scheppan, Silke-Beate Knoll)     | 3:31,18    |
| 2     | SCC Berlin (Manuela Peters, Ines Conradi, Sandra Seuser, Nicole Leistenschneider)          | 3:34,25    |
| 3     | VfL Sindelfingen (Andrea Thomas – geb. Bersch, Doreen Fahrendorff, Gaby Dold, Birgit Wolf) | 3:38,13    |
| 4     | TSG Wiesloch (Bettina Kersten, Christine Wahl, Iris Gauch, Ulrike Heinz)                   | 3:39,82    |
| 5     | Kieler TB (Corinna Steinmetz, Anita Oppong, Mirja Behling, Martina Wenners)                | 3:41,84    |
| 6     | LG Kappelberg (Heike Bek, Silke Fischer, Isabell Mödinger, Sabine Alber)                   | 3:42,72    |
| 7     | TK Hannover (Ilka Busche, Petra Köpke, Daniela Grube, Ingrid Hering)                       | 3:43,03    |
| 8     | MTV Ingolstadt (Petra Rappe, Monika Weilhammer, Birgit Schiele, Birgit Clarius)            | 3:43,79    |

Datum: 21. Juni

### 3 × 800 m Staffel
| Platz | Verein, Besetzung                                                       | Zeit (min) |
| ----- | ----------------------------------------------------------------------- | ---------- |
| 1     | SCC Berlin (Angela Wilhelm, Carmen Wüstenhagen, Kati Kovac)             | 6:26,27    |
| 2     | Eintracht Frankfurt (Gabriele Huber, Steffi Kallensee, Gabriela Lesch)  | 6:38,87    |
| 3     | VfL Sindelfingen (Katrin Kramer, Gaby Dold, Ina Bachmann)               | 6:39,99    |
| 4     | LAC Quelle Fürth/München (Elke Dietel, Christine Stief, Ute Haak)       | 6:47,30    |
| 5     | SV Saar 05 Saarbrücken (Petra Born, Isabelle Müller, Susanne Anlauf)    | 6:52,73    |
| 6     | Post-SV Trier (Caroline de Corbier, Bettina Moll, Kerstin Hoffmann)     | 6:59,72    |
| 7     | TV Herxheim (Burg, Marika Böspflug, Kirsten Birmelin)                   | 7:03,76    |
| 8     | Barmer TV 1846 Wuppertal (Kathrin Nippel, Karin Ernst, Stefanie Müller) | 7:09,18    |

Datum: 30. August
fand in Ahlen im Rahmen der Deutschen Jugendmeisterschaften statt

### 5000-m-Bahngehen
| Platz | Athletin, Verein                       | Zeit (min) |
| ----- | -------------------------------------- | ---------- |
| 1     | Beate Anders (LAC Halensee Berlin)     | 21:25,72   |
| 2     | Kathrin Born (Berliner SC)             | 21:58,03   |
| 3     | Simone Thust (LAC Halensee Berlin)     | 22:22,27   |
| 4     | Doreen Sellenriek (Berliner SC)        | 22:44,71   |
| 5     | Uta Klaedtke (LC Breisgau)             | 23:20,67   |
| 6     | Helge Will (Berliner SC)               | 23:22,76   |
| 7     | Katharina Klukowski (LG Conti Waldeck) | 23:51,41   |
| 8     | Sandra Priemer (LAC Halensee Berlin)   | 23:58,76   |

Datum: 20. Juni

### 10 km Gehen
| Platz | Athletin, Verein                      | Zeit (min) |
| ----- | ------------------------------------- | ---------- |
| 1     | Beate Anders (LAC Halensee Berlin)    | 43:18      |
| 2     | Kathrin Born (Berliner SC)            | 44:07      |
| 3     | Andrea Brückmann (LAZ Lahn-Aar-Diez)  | 47:22      |
| 4     | Simone Thust (LAC Halensee Berlin)    | 46:08      |
| 5     | Renate Warz (SpVgg. Niederaichbach)   | 47:33      |
| 6     | Claudia Barthel (SV Kali Wolmirstedt) | 48:41      |
| 7     | Helge Will (Berliner SC)              | 48:44      |
| 8     | Brigitte Buck (SpVgg. Niederaichbach) | 48:55      |

Datum: 19. April
fand in Berlin statt

### 10 km Gehen, Mannschaftswertung
| Platz | Verein, Besetzung                                                    | Zeit (h) |
| ----- | -------------------------------------------------------------------- | -------- |
| 1     | LAC Halensee Berlin (Beate Anders, Simone Thust, Sandra Priemer)     | 2:20:00  |
| 2     | Berliner SC (Kathrin Born, Helge Will, Doreen Sellenriek)            | 2:22:52  |
| 3     | SpVgg. Niederaichbach (Renate Warz, Brigitte Buck, Gabriele Daffner) | 2:27:08  |
| 4     | FV Ostercappeln (Brandenburg, Krahn, Luttmann)                       | 2:40:26  |
| 5     | TV 1846 Groß-Gerau (Nicole Best, Judith Schwarzer, Brigitte Berger)  | 2:47:30  |
| 6     | Berliner SV 1892 (Sabine Sundermann, Sabrina Zühlke, Eberhardt)      | 2:52:50  |

Datum: 19. April
fand in Berlin statt
nur 6 Teams in der Wertung

### Hochsprung
| Platz | Athletin, Verein                                  | Höhe (m) |
| ----- | ------------------------------------------------- | -------- |
| 1     | Heike Henkel, geb. Redetzky (LG Bayer Leverkusen) | 2,03     |
| 2     | Birgit Kähler (LAV Bayer Uerdingen/Dormagen)      | 1,90     |
| 3     | Maja Fahrig (SC Magdeburg)                        | 1,88     |
| 4     | Marion Goldkamp (LG Bayer Leverkusen)             | 1,88     |
| 5     | Ute Demming (LG Bayer Leverkusen)                 | 1,88     |
| 6     | Andrea Baumert, geb. Arens (SCC Berlin)           | 1,86     |
| 7     | Heike Balck (SC Magdeburg)                        | 1,86     |
| 8     | Kerstin Schlawitz (Dresdner SC)                   | 1,83     |

Datum: 20. Juni

### Stabhochsprung
| Platz | Athletin, Verein                            | Höhe (m) |
| ----- | ------------------------------------------- | -------- |
| 1     | Daniela Köpernick (SC Cottbus)              | 3,80     |
| 2     | Carmen Haage (LG Herlazhofen-Diepoldshofen) | 3,70     |
| 3     | Christine Adams (SuS Dinslaken)             | 3,70     |
| 4     | Nicole Rieger (ASV Landau)                  | 3,60     |
| 5     | Andrea Müller (LAZ Zweibrücken)             | 3,50     |
| 6     | Katharina Herrmann (SV Wiesbaden)           | 3,30     |
| 6     | Annette Klemm (LG Hannover)                 | 3,30     |
| 8     | Tanja Cors (MTV Holzminden)                 | 3,30     |

Datum: 21. Juni
Der Stabhochsprung stand bei den Frauen erstmals auf dem Meisterschaftsprogramm.

### Weitsprung
| Platz | Athletin, Verein                       | Weite (m) |
| ----- | -------------------------------------- | --------- |
| 1     | Heike Drechsler, geb. Daute (TuS Jena) | 7,21      |
| 2     | Helga Radtke (SC Empor Rostock)        | 6,53      |
| 3     | Claudia Gerhardt (VfL Gladbeck)        | 6,42      |
| 4     | Susen Tiedtke (SCC Berlin)             | 6,40      |
| 5     | Stefanie Hühn (LAC Halensee Berlin)    | 6,36      |
| 6     | Tanja Borrmann (LG Bayer Leverkusen)   | 6,22      |
| 7     | Michaela Hübel (LG Bayer Leverkusen)   | 6,15      |
| 8     | Andrea Breder (SV Saar 05 Saarbrücken) | 6,14      |

Datum: 21. Juni

### Dreisprung
| Platz | Athletin, Verein                             | Weite (m) |
| ----- | -------------------------------------------- | --------- |
| 1     | Petra Laux (LAG Siegen)                      | 13,50     |
| 2     | Tanja Borrmann (LG Bayer Leverkusen)         | 13,06     |
| 3     | Ramona Molzan (OSC Potsdam)                  | 13,03     |
| 4     | Kathrin Feuerbach (ESV Halberstadt)          | 12,92     |
| 5     | Natascha Schmidt (Grün-Weiß Bad Gandersheim) | 12,88     |
| 6     | Nkechi Madubuko (SV Blau-Gelb Marburg)       | 12,88     |
| 7     | Anja Vokuhl (SC Magdeburg)                   | 12,73     |
| 8     | Sabine Wilms (TuS Wegberg)                   | 12,58     |

Datum: 19. Juni
Der Dreisprung stand bei den Frauen erstmals auf dem Meisterschaftsprogramm.

### Kugelstoßen
| Platz | Athletin, Verein                         | Weite (m) |
| ----- | ---------------------------------------- | --------- |
| 1     | Kathrin Neimke (SC Cottbus)              | 19,45     |
| 2     | Stephanie Storp (VfL Wolfsburg)          | 19,02     |
| 3     | Claudia Losch (LAC Quelle Fürth/München) | 18,86     |
| 4     | Heike Hopfer (Berliner SC)               | 17,75     |
| 5     | Ines Wittich (TV Wattenscheid 01)        | 17,69     |
| 6     | Christa Wiese (SC Neubrandenburg)        | 17,37     |
| 7     | Heike Hartwig (OSC Berlin)               | 17,26     |
| 8     | Gabi Völkl (LAC Quelle Fürth/München)    | 17,13     |

Datum: 21. Juni

### Diskuswurf
| Platz | Athletin, Verein                               | Weite (m) |
| ----- | ---------------------------------------------- | --------- |
| 1     | Ilke Wyludda (SV Halle)                        | 66,88     |
| 2     | Martina Hellmann, geb. Opitz (BSV AOK Leipzig) | 64,96     |
| 3     | Franka Dietzsch (SC Neubrandenburg)            | 61,88     |
| 4     | Gabriele Reinsch (OSC Potsdam)                 | 60,82     |
| 5     | Dagmar Galler (LG Bayer Leverkusen)            | 60,04     |
| 6     | Ursula Kreutel (LG VfB/Kickers Stuttgart)      | 58,92     |
| 7     | Jana Lauren (Berliner TSC)                     | 58,04     |
| 8     | Katrin Koch (LG VfB/Kickers Stuttgart)         | 56,92     |

Datum: 20. Juni

### Speerwurf
| Platz | Athletin, Verein                          | Weite (m) |
| ----- | ----------------------------------------- | --------- |
| 1     | Silke Renk (SV Halle)                     | 64,40     |
| 2     | Yvonne Reichardt (SV Saar 05 Saarbrücken) | 59,74     |
| 3     | Steffi Nerius (LG Bayer Leverkusen)       | 59,46     |
| 4     | Susanne Riewe (SC Empor Rostock)          | 57,96     |
| 5     | Ingrid Thyssen (LG Bayer Leverkusen)      | 55,64     |
| 6     | Claudia Kuschinski (OSC Potsdam)          | 55,08     |
| 7     | Tanja Damaske (SC Empor Rostock)          | 53,82     |
| 8     | Beate Koch (LAC Quelle Fürth/München)     | 51,72     |

Datum: 20. Juni

### Siebenkampf
| Platz | Athletin, Verein                    | Leistung (Pkte) |
| ----- | ----------------------------------- | --------------- |
| 1     | Birgit Clarius (MTV Ingolstadt)     | 6147            |
| 2     | Beatrice Mau (TK Hannover)          | 6022            |
| 3     | Mona Steigauf (USC Mainz)           | 5809            |
| 4     | Bettina Braag (LG Bayer Leverkusen) | 5711            |
| 5     | Sylvia Tornow (TV Neu-Isenburg)     | 5669            |
| 6     | Ute Niendorf (LG Nordwest Hamburg)  | 5638            |
| 7     | Heike Wiegmann (LG Ratio Münster)   | 5472            |
| 8     | Sabine Schwarz (MTV Ingolstadt)     | 5455            |

Datum: 29./30. August
fand in Ahlen statt

### Siebenkampf, Mannschaftswertung
| Platz | Verein, Besetzung                                                  | Leistung (Pkte) |
| ----- | ------------------------------------------------------------------ | --------------- |
| 1     | LG Bayer Leverkusen (Bettina Braag, Silke Knut, Anke Straschewski) | 16.278          |
| 2     | TK Hannover (Beatrice Mau, Daniela Grube, Petra Köpcke)            | 16.043          |
| 3     | USC Mainz (Mona Steigauf, Ulrike Karst, Gudrun Sauerwein)          | 14.927          |
| 4     | OSC Berlin (Sylvana Finke, Micheline Borchert, Richter)            | 14.219          |
| 5     | LG Karlsruhe (Saling, Ruckenbrod, Anke Angerstein)                 | 13.590          |

Datum: 29./30. August
fand in Ahlen statt
nur 5 Mannschaften in der Wertung

### CrosslaufMittelstrecke –2,1 km
| Platz | Athletin, Verein                            | Zeit (min) |
| ----- | ------------------------------------------- | ---------- |
| 1     | Claudia Metzner (BV Teutonia Dortmund)      | 6:33       |
| 2     | Katje Hoffmann (SCC Berlin)                 | 6:36       |
| 3     | Annette Hüls (LG Bayer Leverkusen)          | 6:37       |
| 4     | Doris Grossert (LG Braunschweig)            | 6:39       |
| 5     | Steffi Kallensee (Eintracht Frankfurt)      | 6:42       |
| 6     | Nicole Theophil (LG Bayer Leverkusen)       | 6:44       |
| 7     | Vera Michallek, geb. Steiert (LG Frankfurt) | 6:47       |
| 8     | Sabine Leist (LG Frankfurt)                 | 6:51       |

Datum: 7. März
fand in Iffezheim statt

### CrosslaufMittelstrecke –2,1 km, Mannschaftswertung
| Platz | Verein, Besetzung                                                            | Zeit (min) |
| ----- | ---------------------------------------------------------------------------- | ---------- |
| 1     | LG Bayer Leverkusen (Annette Hüls, Theophil, Katrin Steinmetz)               | 20:16      |
| 2     | SCC Berlin (Katje Hoffmann, Nicole Leistenschneider, Rebecca Rajenkowski)    | 21:00      |
| 3     | LG Frankfurt (Vera Michallek – geb. Steiert, Sabine Leist, Pollikeit)        | 21:13      |
| 4     | LG Braunschweig (Doris Grossert, Katrin Bröger, Schramm)                     | 21:17      |
| 5     | LAC Quelle Fürth/München (Ute Haak, Klothilde Staab, Gabriele Almannstötter) | 21:23      |
| 6     | Eintracht Frankfurt (Steffi Kallensee, Gabriele Huber, Martina Franke)       | 21:25      |
| 7     | LG Wedel-Pinneberg (Margit Nelle, Finke, Meike Wirdemann)                    | 21:36      |
| 8     | VfL Sindelfingen (Alexandra Sixt, Susanne Schwab, Krause)                    | 22:07      |

Datum: 7. März
fand in Iffezheim statt
Infolge eines Irrtums wurde die gewöhnlich angewendete Wertung über die Platzziffer ausnahmsweise durch die Gesamtzeit des jeweiligen Teams ersetzt.

### CrosslaufLangstrecke –6,3 km
| Platz | Athletin, Verein                            | Zeit (min) |
| ----- | ------------------------------------------- | ---------- |
| 1     | Claudia Borgschulze (LG Olympia Dortmund)   | 21:52      |
| 2     | Tanja Kalinowski (LG Bayer Leverkusen)      | 22:01      |
| 3     | Kerstin Herzberg (LBV Phönix Lübeck)        | 22:02      |
| 4     | Christina Mai (LG Olympia Dortmund)         | 22:04      |
| 5     | Andrea Fleischer (TuS Jena)                 | 22:12      |
| 6     | Petra Sander (LAV Bayer Uerdingen/Dormagen) | 22:23      |
| 7     | Elisabeth Hanner (Moerser TV)               | 22:34      |
| 8     | Sabine Mann (ASV Köln)                      | 22:38      |

Datum: 7. März
fand in Iffezheim statt

### CrosslaufLangstrecke –6,3 km, Mannschaftswertung
| Platz | Verein, Besetzung                                                         | Zeit (h) |
| ----- | ------------------------------------------------------------------------- | -------- |
| 1     | LG Olympia Dortmund (Claudia Borgschulze, Christina Mai, Gabriele Wolf)   | 1:07:15  |
| 2     | ASV Köln (Sabine Mann, Anna-Isabel Holtkamp, Ute Jenke)                   | 1:10:10  |
| 3     | VfL Wolfsburg (Petra Liebertz, Ursula Starke, Anne Toffel)                | 1:10:37  |
| 4     | LAV Bayer Uerdingen/Dormagen (Petra Sander, Sigrid Altmeyer, Petra Bauer) | 1:14:59  |
| 5     | Moerser TV (Elisabeth Hanner, Scherf, Korb)                               | 1:15:15  |
| 6     | TSV Burghaslach (Fischer, Dagmar Weinländer, Daniela Glotz)               | 1:17:24  |

Datum: 7. März
fand in Iffezheim statt
Infolge eines Irrtums wurde die gewöhnlich angewendete Wertung über die Platzziffer ausnahmsweise durch die Gesamtzeit des jeweiligen Teams ersetzt.
nur 6 Mannschaften in der Wertung

### Berglauf
| Platz | Athletin, Verein                      | Zeit (min) |
| ----- | ------------------------------------- | ---------- |
| 1     | Bernadette Hudy (LC Breisgau)         | 58:13      |
| 2     | Stefania Wentland (TV Hatzenbühl)     | 59:18      |
| 3     | Britta Müller (VfL Freudenstadt)      | 59:31      |
| 4     | Sonja Ambrosy (LC Breisgau)           | 60:11      |
| 5     | Angela Axenbeck (LG Grafen/Ebersberg) | 61:02      |
| 6     | Brigitte Matt (LG Hohenfels)          | 61:06      |
| 7     | Silke Welt (LG Frankfurt)             | 61:11      |
| 8     | Barbara Guerike (Freiburger FC)       | 61:24      |

Datum: 20. Juni
fand in Freiburg im Breisgau im Rahmen des Schauinsland-Berglaufs statt

### Berglauf, Mannschaftswertung
| Platz | Verein, Besetzung                                               | Zeit (h) |
| ----- | --------------------------------------------------------------- | -------- |
| 1     | LC Breisgau (Sonja Ambrosy, Monika Imgraben, Benz)              | 3:08:39  |
| 2     | LG Frankfurt (Silke Welt, Pollikeit, P. Holly)                  | 3:13:35  |
| 3     | Freiburger FC (Barbara Guerike, Bürklin, Lacotas-Schmittel)     | 3:19:09  |
| 4     | TV 1846 Isny (Sabine Forner, Bolsinger, Neuerer-Höfle)          | 3:20:17  |
| 5     | Gundelfinger TS (Helga Matusza, Kerstin Stratz, Claudia Winski) | 3:21:46  |
| 6     | VfL Freudenstadt (Britta Müller, Ingrid Scheder, Müßig)         | 3:22:30  |
| 7     | LT Furtwangen (Veronika Kuss, Elke Schlageter, Link)            | 3:38:10  |
| 8     | Eichenkreuz Schwaikheim (Gudrun Rüth, Helma Pabst, N. Rüth)     | 3:44:01  |

Datum: 20. Juni
fand in Freiburg im Breisgau im Rahmen des Schauinsland-Berglaufs statt